# Tullio Bertacco
Tullio Bertacco, né le 27 juin 1957 à Marostica (Vénétie), est un coureur cycliste italien, professionnel de 1979 à 1986. 

## Palmarès
- 1976
  - Giro del Belvedere
- 1978
  - Tour du Frioul-Vénétie Julienne
- 1980
  - 3e de la Cronostaffetta
- 1983
  - 1re étape du Tour d'Italie (contre-la-montre par équipes)

## Résultats sur les grands tours

### Tour d'Italie
8 participations
- 1979 : 52e
- 1980 : 54e
- 1981 : 57e
- 1982 : 63e
- 1983 : 56e, vainqueur de la 1re étape (contre-la-montre par équipes)
- 1984 : abandon (3e étape)
- 1985 : abandon (16e étape)
- 1986 : 42e

### Tour d'Espagne
1 participation
- 1980 : hors délais (15e étape)